# Tomaž Tomšič
Pour les articles homonymes, voir Tomsic.
Tomaž Tomšič est un ancien joueur de handball slovène ayant fait partie de l'Équipe de Slovénie de handball masculin, où il compte 200 sélections pour 414 buts marqués.
Il a en particulier participé Jeux olympiques en 2000 et 2004 et est vice-champion d'Europe en 2004.